# Huntingdon (Pennsylvania)
Huntingdon ist ein Borough im US-Bundesstaat Pennsylvania und County Seat des Huntingdon County. Laut Volkszählung im Jahr 2020 hatte die Gemeinde eine Einwohnerzahl von 6827 auf einer Fläche von 9,59 km². 

## Geografie
Die Gemeinde liegt an der Hauptstrecke der Norfolk Southern Railway (früher Pennsylvania Railway) in einer landwirtschaftlich geprägten Region mit ausgedehnten Wäldern und verstreuten Vorkommen von Ganistergestein, Kohle, Schamotte und Kalkstein. Historisch gesehen gab es in der Region um Huntingdon zahlreiche Eisenöfen und Schmieden, die im 19. Jahrhundert Kalkstein, Eisenerz und Holz (für die Holzkohleherstellung) verbrauchten. Milchviehbetriebe dominieren die lokale Landwirtschaft. Die Stadt ist eine regelmäßige Haltestelle für den Amtrak-Passagierdienst, der Harrisburg mit Pittsburgh verbindet.

## Geschichte
Die ursprünglichen Einwohner der Region waren die Susquehannock. Der Ort wurde in der zweiten Hälfte des 18. Jahrhunderts von Europäern errichtet und wurde 1796 zu einer eigenen Gemeinde. Er hieß zuerst Standing Stone Village und wurde später in Huntingdon umbenannt. Huntingdon diente lange Zeit als Knotenpunkt der Huntingdon and Broad Top Mountain Railroad mit der Pennsylvania Railroad und als wichtiger Hafen an der Main Line of Public Works des Pennsylvania Canal und fungierte als Industriestandort.

## Demografie
Nach der Volkszählung 2020 leben in Huntingdon 6827 Menschen. Die Bevölkerung teilt sich im selben Jahr auf in 92,2 % Weiße, 2,3 % Afroamerikaner, 0,6 % amerikanische Ureinwohner, 2,6 % Asiaten und 2,2 % mit zwei oder mehr Ethnizitäten. Hispanics oder Latinos aller Ethnien machten 1,3 % der Bevölkerung aus. Das mittlere Haushaltseinkommen lag bei 44.489 US-Dollar und die Armutsquote bei 21,3 %.

## Bildung
Mit dem Juniata College befindet sich in der Gemeinde eine private Hochschule.

## Persönlichkeiten
- John Galbraith (1794–1860), Politiker
- Joseph Saxton (1799–1873), Uhrmacher, Erfinder und Instrumentenbauer
- Joseph Dysart (1820–1893), Politiker
- William A. Wallace (1827–1896), Politiker
- Horace Porter (1837–1921), Diplomat, General und Wirtschaftsmanager
- Horatio Gates Fisher (1838–1890), Politiker
- Richard M. Simpson (1900–1960), Politiker
- Cutty Cutshall (1911–1968), Jazz-Posaunist
- Sebastian Currier (* 1959), Komponist
- Chris Raschka (* 1959), Illustrator und Autor
- Matthew Rush (* 1972), Pornodarsteller und Schauspieler